# Stekelvinnigen
Stekelvinnigen (Acanthopterygii) vormen een superorde van straalvinnige vissen. Van deze groep vissen zijn de vroegste fossiele resten gevonden in het Krijt.

## Taxonomie
Binnen deze superorde vallen de volgende ordes:
- Mugiliformes (Harders)
- Atheriniformes (Koornaarvisachtigen)
- Beloniformes (Geepachtigen)
- Cetomimiformes (Walviskopvissen)
- Cyprinodontiformes (Tandkarpers)
- Stephanoberyciformes (Doornvissen)
- Zeiformes (Zonnevisachtigen)
- Gobiesociformes (Schildvisachtigen)[2]
- Gasterosteiformes (Stekelbaarsachtigen)
- Syngnathiformes (Zeenaaldachtigen)[3]
- Synbranchiformes (Kieuwspleetalen)
- Tetraodontiformes (Kogelvisachtigen)
- Pleuronectiformes (Platvissen)
- Scorpaeniformes (Schorpioenvisachtigen)
- Acropomatiformes
- Perciformes (Baarsachtigen)